# Kurt Böhme

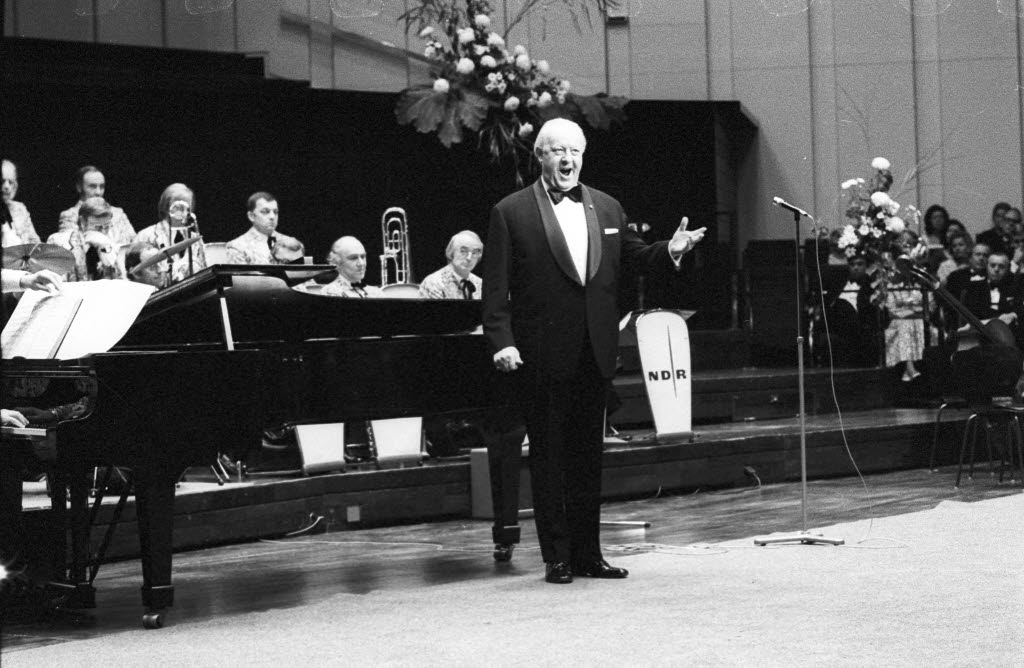
Kurt Böhme, 1974.

Kurt Böhme (Dresda, 5 maggio 1908 – Monaco di Baviera, 20 dicembre 1989) è stato un basso tedesco.

## Biografia
Dopo gli studi al Conservatorio di Dresda dal 1930 canta al Semperoper di Dresda dove nel 1932 canta nella prima assoluta di Mister Wu di Eugen d'Albert.

## Repertorio
| Repertorio operistico | Repertorio operistico   | Repertorio operistico |
| Ruolo                 | Titolo                  | Autore                |
| --------------------- | ----------------------- | --------------------- |
| Matteo                | Fra Diavolo             | Auber                 |
| Don Fernando Rocco    | Fidelio                 | Beethoven             |
| Abul Hassan           | Il barbiere di Bagdad   | Cornelius             |
| Plunkett              | Martha                  | Flotow                |
| Osmino                | Il ratto dal serraglio  | Mozart                |
| Don Bartolo           | Le nozze di Figaro      | Mozart                |
| Il Commendatore       | Don Giovanni            | Mozart                |
| Sarastro              | Il flauto magico        | Mozart                |
| Crespel               | I racconti di Hoffmann  | Offenbach             |
| Colline               | La bohème               | Puccini               |
| Primo nazareno        | Salomè                  | Strauss               |
| Oreste                | Elettra                 | Strauss               |
| Barone Ochs           | Il cavaliere della rosa | Strauss               |
| Un messaggero         | La donna senz'ombra     | Strauss               |
| Conte Waldner         | Arabella                | Strauss               |
| Creonte               | Edipo re                | Stravinskij           |
| Sparafucile           | Rigoletto               | Verdi                 |
| Grande Inquisitor     | Don Carlo               | Verdi                 |
| Ramfis                | Aida                    | Verdi                 |
| Daland                | Il vascello fantasma    | Wagner                |
| Hermann               | Tannhäuser              | Wagner                |
| Enrico l'Uccellatore  | Lohengrin               | Wagner                |
| Fasolt Fafner         | L'oro del Reno          | Wagner                |
| Hunding               | La Valchiria            | Wagner                |
| Re Marke              | Tristano e Isotta       | Wagner                |
| Fafner                | Sigfrido                | Wagner                |
| Gurnemanz             | Parsifal                | Wagner                |
| Kaspar                | Il franco cacciatore    | Weber                 |

## Registrazioni selezionate
- Beethoven, Fidelio - Maazel/Nilsson/McCracken, 1964 Decca
- Mozart, Flauto magico - Böhm/Gueden/Böhme/Simoneau, Decca
- Mozart, Ratto dal serraglio - Jochum/Köth/Wunderlich/Böhme, Deutsche Grammophon
- Mozart, Don Giovanni - Krips/Siepi/Corena/Della Casa, 1955 Decca
- Mozart: Requiem, KV 626 (1956) - Vienna Symphony Orchestra/Chorus of the Vienna State Opera/Karl Böhm/Teresa Stich-Randall/Ira Malaniuk/Waldemar Kmentt/Kurt Böhme, IMD
- Strauss R: Der Rosenkavalier - Karl Böhm/Staatskapelle Dresden/Rita Streich, 1959 Deutsche Grammophon
- Wagner, Oro del Reno - Solti/Flagstad/London/Kmentt, 1958 Decca
- Weber, Franco cacciatore - Jochum/Waechter/Peter/Streich, 1959 Deutsche Grammophon
- Weber: Der Freischütz (Semperoper 1951) - Ursula Richter/Helga Brose/Georg Seifert/Dresden Staatskapelle & State Opera Chorus/Edith Hellriegel/Hannes Haegele/Rudolf Kempe/Karl Paul/Irma Beilke/Hans Kramer/Fritz Sommer/Karl-Heinz Thomann/Elfriede Trotschel/Werner Faulhaber/Kurt Böhme/Bernd Aldenhoff/Margarete Teschemacher/Karl Elmendorff/Karl von Appen, Profil

## DVD selezionati
- Richard Strauss, Elettra – Böhm/Rysanek/Varnay/Fischer-D., 1981 Deutsche Grammophon